# Estación de Ixtlán
Ixtlán fue una estación de trenes que se encuentra en Ixtlán del Río, Nayarit.  La estación se construyó el 24 de junio de 1909, la cuenta con un muelle de carga, selectivo y un escape.

## Historia
La estación construida sobre la línea troncal del Southern Pacific Railroad de Mexico, la cual estaba destinada a comunicar la frontera norte de Sonora con la ciudad de Guadalajara. Esta compañía fue sucesora de Southern Pacific y del Ferrocarril Cananea-Río Yaqui y Pacífico, esto por traspaso que hicieron mediante escritura el 24 de junio de 1909. En 1918, estaba construida la línea desde Nogales hasta La Quemada.